# Marianna Kaim
Marianna Kaim, po mężu Korczak (ur. 13 maja 1943, zm. 23 października 2014) – polska łyżwiarka szybka, mistrzyni i reprezentantka Polski.
Była zawodniczką AZS Warszawa. Największe sukcesy odniosła w 1967, wygrywając na mistrzostwach Polski biegi na 500 m, 1000 m i 1500 m. W tym samym roku wystąpiła na wielobojowych mistrzostwach świata, zajmując 30. miejsce.